# Nationale Gesellschaft für technische Überwachung
Die Nationale Gesellschaft für technische Überwachung (französisch Société Nationale de Contrôle Technique (SNCT)) ist die Zulassungsbehörde und Führerscheinstelle im Großherzogtum Luxemburg. Seit 1993 ist die Behörde auch für die Vergabe der Kfz-Kennzeichen und die elektronische Kontrolle der Lenkzeiten mithilfe von Fahrtenschreiberkarten verantwortlich. Insgesamt gibt es mittlerweile fünf Prüfstellen, darunter Sandweiler (⊙), Esch an der Alzette (⊙) und in Wilwerwiltz (⊙). Die Führerscheinstelle ist in Kalchesbrueck. Ferner gibt es noch zwei Prüfungsstellen für Führerscheine in Diekirch und in Findel.
Hinzu kommen auch die Aufgaben für den Datenaustausch mit anderen Landesbehörden: Mit dem wachsenden Anstieg des grenzüberschreitenden Verkehrs von Fahrzeugen ist es heute unerlässlich, für den nötigen Austausch von Informationen und Daten über die Straßenfahrzeuge mit Zulassungsbehörden in anderen Staaten zu sorgen. Dieser Austausch erfolgt über verschiedene EDV-Systeme wie zum Beispiel Schengener Informationssystem (SIS) und European Car and Driving License Information System (EUCARIS), an denen Luxemburg aktiv teilnimmt.
Die SNCT war im Herbst 2012 in die Kritik gekommen, weil die Wartezeiten zur Hauptuntersuchung bis zu acht Stunden dauerten. Die Verbraucherorganisation Union luxembourgeoise des consommateurs (ULC) kritisierte die „unzumutbaren Zustände“. Die SNCT entschuldigte sich für diese Unzulänglichkeiten auf ihrer Website und begründete dies mit der hohen Zahl von Neuzulassungen im Januar 2009 im Zuge der Verschrottungsprämie „Prime à la casse“. Diese Fahrzeuge ständen jetzt wieder zur Nachuntersuchung an.

## Geschichte
Die nachweislich erste Fahrzeugzulassung in Luxemburg fand im August 1895 statt: mit der Zahl '1' wurde sie einem Fahrzeug der Marke Benz zugeteilt. Diese Verwaltungsaufgaben lagen damals noch bei der Polizei.
Seit 1993 gehören die administrativen Aufgaben im Zusammenhang mit der Registrierung von Straßenfahrzeugen zum Transportministerium. Zu diesem Zeitpunkt wurde die Nationale Gesellschaft für technische Überwachung (SNCT) eingerichtet. Dafür wurde das EDV-System Luxemburg-Vehicle Information System (LUVIS) implementiert, um eine effiziente und schnelle Verwaltung aller im Zusammenhang mit der Registrierung stehenden Aufgaben zu bewältigen.